# محله هوایی کرست
محله هوایی کرست (به انگلیسی: Crest Airpark) یک فرودگاه همگانی بهره‌برداری هوایی است که یک باند فرود آسفالت دارد و طول باند آن ۱۰۰۲ متر است. این فرودگاه در شهر کنت، واشینگتن کشور ایالات متحده آمریکا قرار دارد و در ارتفاع ۱۴۴ متری از سطح دریا واقع شده‌است.